# Aquarius grisebachii
Aquarius grisebachii  (лат.) — гелофитное травянистое растение, вид рода Аквариус (Aquarius) семейства Частуховые (Alismataceae). Популярное аквариумное растение, которое в аквариумистике более известно под синонимичным названием эхинодорус амазонский или Амазонка, поскольку длительное время вид относился в роду Эхинодорус (Echinodorus). Аборигенный вид для Амазонского региона Южной Америки.

## Название

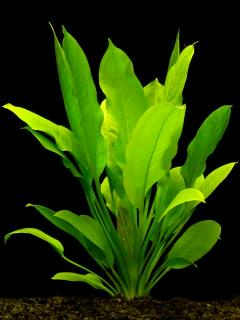
Общий вид подводной формы растения

Видовой эпитет номенклатурного названия растения дан по имени немецкого геоботаника Августа Гризебаха. Учитывая родовое название, растение вид должен называться аквариус Гризебаха, но такое название не зафиксировано в научных источниках.Научное название базионима — эхинодорус Гризебаха.
Чаще всего растение фигурирует под синонимичным названием эхинодорус амазонский или под обиходным названием Амазонка. Это название произошло от таксона Echinodorus amazonicus Rataj, который описал К. Ратай в 1970 году. До этого растение также фигурировало под неправильным названием Echinodorus brevipedicellatus.

## Описание
Гелофитное травянистое растение. Листья собраны в прикорневую розетку. Край листа волнистый, вершина заострёная. .истовая пластинка достигает 35 см в длину и 4 см в ширину. Окраска листа колеблется от светло- до тёмно-зелёного цвета.

## Таксономия
Aquarius grisebachii (Small) Christenh. & Byng, Global Fl. 4: 53 (2018)

### Синонимы
- Базионим
  - Echinodorus grisebachii Small in N.L.Britton & al. (eds.), N. Amer. Fl. 17: 46 (1909)
- ГетеротипическийAquarius grisebachii в аквариуме с дискусами

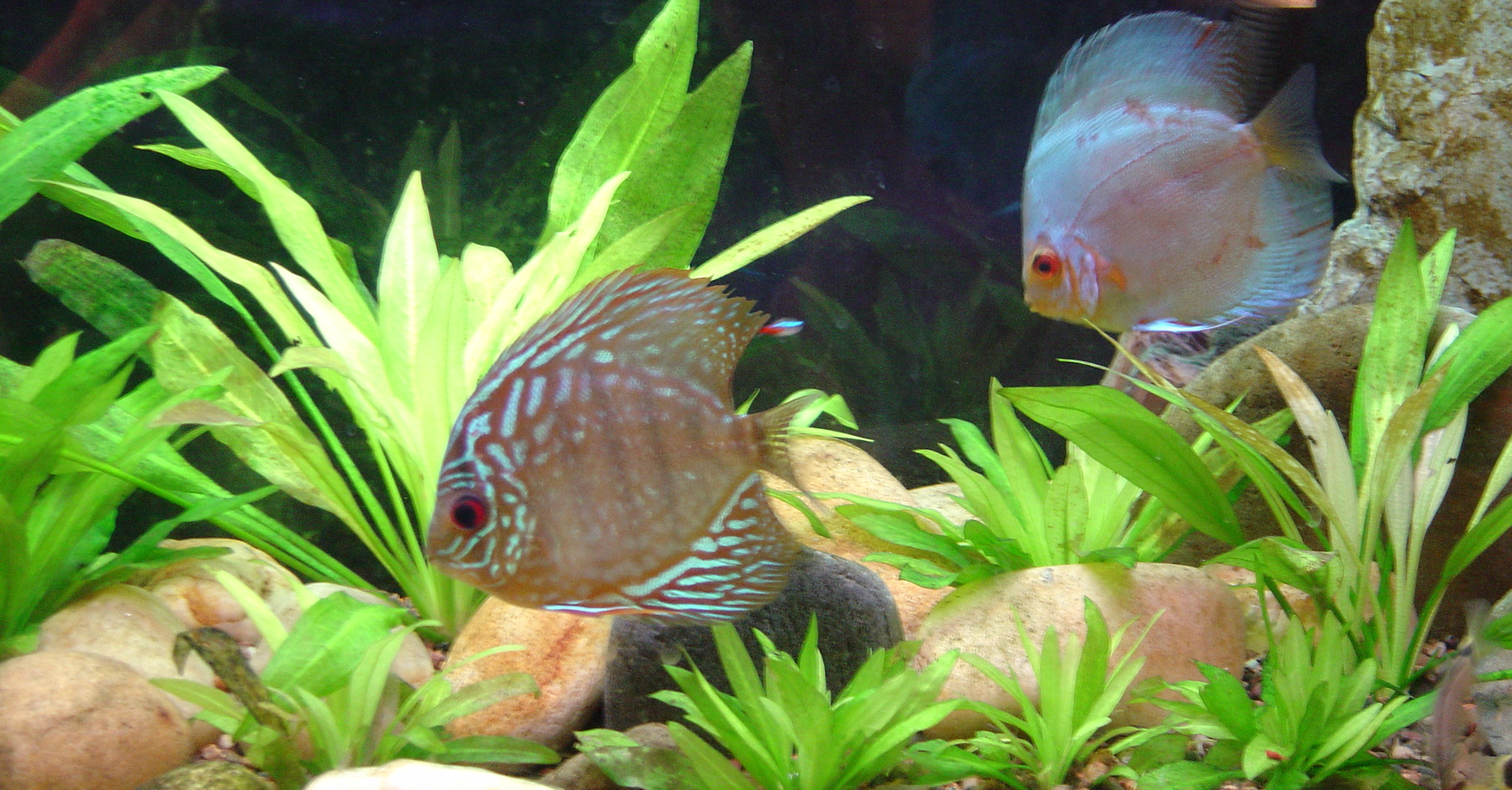
Aquarius grisebachii в аквариуме с дискусами

  - Echinodorus amazonicus Rataj, Preslia 42: 264 (1970)
  - Echinodorus amphibius Rataj, Mitt. Bot. Staatssamml. München 6: 618 (1967)
  - Echinodorus bleherae Rataj, Preslia 42: 265 (1970)
  - Echinodorus eglandulosus Holm-Niels. & R.R.Haynes, Brittonia 37: 17 (1985)
  - Echinodorus gracilis Rataj, Mitt. Bot. Staatssamml. München 6: 617 (1967)
  - Echinodorus grisebachii var. minor Kasselm., Echinodorus: 103 (2001)
  - Echinodorus heikobleheri Rataj, Aqua (Neu Isenburg), special publ. 1: 38 (2004)
  - Echinodorus parviflorus Rataj, Preslia 42: 266 (1970)

## Содержание
Aquarius grisebachii хорошо растёт в аквариуме, не выходя за поверхность воды. В месяц появляются 2–3 новых листика, размножается вегетативно. Грунт должен быть рыхлым, вода мягкая, подкислённая, с температурой 20–28 °C, световой день — 12–15 часов.